# Élections législatives de 1973 dans la Vienne
Les élections législatives françaises de 1973 se déroulent les 4 et 11 mars 1973. Dans le département de la Vienne, trois députés sont à élire dans le cadre de trois circonscriptions.

## Élus
| Circonscription | Député sortant   | Parti | Parti | Député élu ou réélu | Parti | Parti |
| --------------- | ---------------- | ----- | ----- | ------------------- | ----- | ----- |
| 1re             | Pierre Vertadier |       | UDR   | Pierre Vertadier    |       | UDR   |
| 2e              | Pierre Abelin    |       | CD    | Pierre Abelin       |       | CD    |
| 3e              | Claude Peyret    |       | UDR   | Claude Peyret       |       | UDR   |

## Résultats

### Résultats à l'échelle du département
| Parti                 | Parti                                   | Premier tour | Premier tour | Second tour | Second tour | Sièges |
| Parti                 | Parti                                   | Voix         | %            | Voix        | %           | Sièges |
| --------------------- | --------------------------------------- | ------------ | ------------ | ----------- | ----------- | ------ |
|                       | Union des démocrates pour la République | 67 310       | 39,69        | 61 171      | 35,70       | 2      |
|                       | Union des républicains de progrès       | 67 310       | 39,69        | 61 171      | 35,70       | 2      |
|                       |                                         |              |              |             |             |        |
|                       | Parti socialiste                        | 37 553       | 22,14        | 55 152      | 32,19       | 0      |
|                       | Parti communiste français               | 34 064       | 20,09        | 19 215      | 11,21       | 0      |
|                       | Union de la gauche                      | 71 617       | 42,23        | 74 367      | 43,40       | 0      |
|                       |                                         |              |              |             |             |        |
|                       | Mouvement réformateur                   | 27 280       | 16,09        | 35 801      | 20,89       | 1      |
|                       | Ligue communiste révolutionnaire        | 2 164        | 1,28         |             |             | 0      |
|                       | Gaullistes d'opposition                 | 1 211        | 0,71         | 0           |             |        |
|                       |                                         |              |              |             |             |        |
| Inscrits              | Inscrits                                | 215 041      | 100,00       | 215 030     | 100,00      | 3      |
| Abstentions           | Abstentions                             | 39 949       | 18,58        | 39 227      | 18,24       |        |
| Votants               | Votants                                 | 175 092      | 81,42        | 175 803     | 81,76       |        |
| Blancs et nuls        | Blancs et nuls                          | 5 510        | 3,15         | 4 464       | 2,54        |        |
| Exprimés              | Exprimés                                | 169 582      | 96,85        | 171 339     | 97,46       |        |
| Source : Data.gouv.fr |                                         |              |              |             |             |        |

### Résultats par circonscription

#### Première circonscription (Poitiers)
| Candidat       | Candidat                       | Parti          | Premier tour | Premier tour | Second tour | Second tour |  |
| Candidat       | Candidat                       | Parti          | Voix         | %            | Voix        | %           |  |
| -------------- | ------------------------------ | -------------- | ------------ | ------------ | ----------- | ----------- |  |
|                | Pierre Vertadier sortant réélu | UDR (URP)      | 28 622       | 44,43        | 32 393      | 49,22       |  |
|                | Jacques Santrot                | PS (UGSD)      | 12 126       | 18,82        | 27 522      | 41,82       |  |
|                | Tony Lainé                     | PCF            | 11 590       | 17,99        | Retrait     | Retrait     |  |
|                | Henri de Tourris               | CD (MR)        | 8 709        | 13,52        | 5 892       | 8,95        |  |
|                | Philippe Mazot                 | LCR            | 2 164        | 3,36         |             |             |  |
|                | Charles Le Bail                | FP             | 1 211        | 1,88         |             |             |  |
|                |                                |                |              |              |             |             |  |
| Inscrits       | Inscrits                       | Inscrits       | 81 656       | 100,00       | 81 659      | 100,00      |  |
| Abstentions    | Abstentions                    | Abstentions    | 15 368       | 18,82        | 14 763      | 18,08       |  |
| Votants        | Votants                        | Votants        | 66 288       | 81,18        | 66 896      | 81,92       |  |
| Blancs et nuls | Blancs et nuls                 | Blancs et nuls | 1 866        | 2,81         | 1 089       | 1,63        |  |
| Exprimés       | Exprimés                       | Exprimés       | 64 422       | 97,19        | 65 807      | 98,37       |  |

#### Deuxième circonscription (Châtellerault)
| Candidat       | Candidat                    | Parti          | Premier tour | Premier tour | Second tour | Second tour |  |
| Candidat       | Candidat                    | Parti          | Voix         | %            | Voix        | %           |  |
| -------------- | --------------------------- | -------------- | ------------ | ------------ | ----------- | ----------- |  |
|                | Pierre Abelin sortant réélu | CD (MR)        | 18 571       | 36,9         | 29 909      | 60,81       |  |
|                | Michel Montenay             | UDR (URP)      | 12 518       | 24,88        | 59          | 0,12        |  |
|                | Paul Fromonteil             | PCF            | 11 674       | 23,2         | 19 215      | 39,07       |  |
|                | Henri Charrieau             | PS (UGSD)      | 7 559        | 15,02        | Retrait     | Retrait     |  |
|                |                             |                |              |              |             |             |  |
| Inscrits       | Inscrits                    | Inscrits       | 64 408       | 100,00       | 64 404      | 100,00      |  |
| Abstentions    | Abstentions                 | Abstentions    | 12 592       | 19,55        | 12 948      | 20,1        |  |
| Votants        | Votants                     | Votants        | 51 816       | 80,45        | 51 456      | 79,9        |  |
| Blancs et nuls | Blancs et nuls              | Blancs et nuls | 1 494        | 2,88         | 2 273       | 4,42        |  |
| Exprimés       | Exprimés                    | Exprimés       | 50 322       | 97,12        | 49 183      | 95,58       |  |

#### Troisième circonscription (Montmorillon)
| Candidat       | Candidat                    | Parti          | Premier tour | Premier tour | Second tour | Second tour |  |
| Candidat       | Candidat                    | Parti          | Voix         | %            | Voix        | %           |  |
| -------------- | --------------------------- | -------------- | ------------ | ------------ | ----------- | ----------- |  |
|                | Claude Peyret sortant réélu | UDR (URP)      | 26 170       | 47,72        | 28 719      | 50,97       |  |
|                | Raoul Cartraud              | PS (UGSD)      | 17 868       | 32,58        | 27 630      | 49,03       |  |
|                | Jean-Pierre David           | PCF            | 10 800       | 19,69        | Retrait     | Retrait     |  |
|                |                             |                |              |              |             |             |  |
| Inscrits       | Inscrits                    | Inscrits       | 68 977       | 100,00       | 68 967      | 100,00      |  |
| Abstentions    | Abstentions                 | Abstentions    | 11 989       | 17,38        | 11 516      | 16,7        |  |
| Votants        | Votants                     | Votants        | 56 988       | 82,62        | 57 451      | 83,3        |  |
| Blancs et nuls | Blancs et nuls              | Blancs et nuls | 2 150        | 3,77         | 1 102       | 1,92        |  |
| Exprimés       | Exprimés                    | Exprimés       | 54 838       | 96,23        | 56 349      | 98,08       |  |